# Normann Schubert
Normann Schubert (* 14. September 1959) ist ein ehemaliger deutscher Fußballspieler. Für die BSG Chemie Leipzig spielte er 1979/80 und 1983/84 in der DDR-Oberliga, der höchsten Spielklasse im DDR-Fußball. Er ist mehrfacher DDR-Juniorennationalspieler.

## Sportliche Laufbahn
Im Alter von neun Jahren kam Normann Schubert von der Sportgemeinschaft Altenhain in die Kindermannschaft der Betriebssportgemeinschaft (BSG) Chemie Leipzig. Im Juniorenalter spielte er für den Lokalrivalen 1. FC Lokomotive Leipzig und wurde 1976 in die DDR-Juniorennationalmannschaft berufen. Mit ihr bestritt er zwischen 1976 und 1977 sechs Länderspiele, in denen er als Mittelspieler eingesetzt wurde.
Zur Saison 1977/78 kehrte Schubert zu Chemie Leipzig zurück, wo er zunächst mit  der 2. Mannschaft in der drittklassigen Bezirksliga Leipzig spielte. 1978/79 wurde er von der 1. Mannschaft übernommen, die in der zweitklassigen DDR-Liga vertreten war. Von 22 Punktspielen bestritt der 1,80 m große Schubert 17 Begegnungen und erzielte dabei zwei Tore. Als Staffelsieger beteiligte sich die BSG Chemie erfolgreich an der Oberliga-Aufstiegsrunde, an der Schubert mit drei von acht Spielen und weiteren zwei Toren beteiligt war. Zunächst hatte es den Anschein, als könnte sich Schubert mit dem Einsatz an den ersten acht Punktspielen der Oberligasaison 1979/80 einen Stammplatz in der Mannschaft erobern, doch anschließend wurde er in der Oberligamannschaft nicht mehr aufgeboten, da er zur NVA einberufen wurden war. In der Regel als Mittelfeldspieler aufgeboten, erzielte er in den Punktspielen nur ein Tor. Chemie Leipzig musste am Ende der Spielzeit wieder aus der Oberliga absteigen. In der Saison 1980/81 wurde Schubert für die DDR-Liga-Mannschaft nicht gemeldet und auch nicht eingesetzt. 1981/82 kehrte er mit 19 DDR-Liga-Spielen und drei Toren wieder zurück. In der Aufstiegssaison 1982/83 war Schubert mit sechs Punktspieleinsätzen und einem Tor sowie zwei Spielen in der Aufstiegsrunde nur marginal am Wiederaufstieg in die Oberliga beteiligt. In seiner zweiten Oberligaspielzeit kam er 1983/84 in der Hinrunde nur in fünf Punktspielen zum Einsatz, weil er sich am 7. Spieltag so schwer verletzte, dass er erst wieder in der Rückrunde aufgeboten werden konnte. Dort absolvierte er noch zwölf Oberligaspiele und kam so in dieser Saison noch auf 17 Punktspieleinsätze, in denen er wieder regelmäßig im Mittelfeld eingesetzt wurde.
Auch 1984/85 plante Chemie Leipzig mit Schubert in der Oberliga, er kam aber lediglich im Oktober 1984 zu einem Freundschaftsspiel-Einsatz. Daneben spielte er mit der 2. Mannschaft wieder in der Bezirksliga. Nachdem die BSG Chemie erneut abgestiegen war, benannte sie Schubert wieder für ihren DDR-Liga-Kader 1985/86, er bestritt aber wiederum nur ein Freundschaftsspiel. Im November 1985 wurde er für sechs Monate zum Reservedienst bei der Nationalen Volksarmee einberufen.
Nach seiner Entlassung im April 1986 schloss sich Schubert dem DDR-Ligisten Chemie Böhlen an, wo er bis zum Sommer noch fünf Punktspiele bestritt. In den beiden folgenden Spielzeiten wurde er bei Chemie Böhlen nur in der 2. Mannschaft eingesetzt, die ebenfalls in der Bezirksliga Leipzig spielte. Lediglich 1988/89 kam Schubert in der DDR-Ligamannschaft zu sechs Punktspieleinsätzen.
In der Saison 1989/90 kehrte Schubert zu Chemie Leipzig zurück, wo man nach wie vor in der DDR-Liga spielte. Dort trat er zwischen dem 20. und 27. Spieltag fünfmal als Einwechselspieler in Erscheinung. Nachdem Chemie Leipzig zur Saison 1990/91 mit Chemie Böhlen zum FC Sachsen Leipzig fusionierte und durch Böhlens Aufstieg einen Oberligaplatz erhalten hatte, wurde Schubert für diese Spielzeit nicht mehr für die 1. Mannschaft vorgesehen und spielte stattdessen in der Nachwuchsoberliga. Eine Rückkehr in den höherklassigen Fußball erreichte Schubert nicht mehr.
Der diplomierte Stomatologe praktizierte als Zahnarzt in Leipzig.